# Miłosny kąsek
Miłosny kąsek (ang. Love Bite) – brytyjski horror komediowy z 2012 roku w reżyserii Andy’ego De Emmony'ego. Wyprodukowany przez wytwórnię Newmarket Films.
Premiera filmu miała miejsce 9 listopada 2012 w Wielkiej Brytanii.

## Opis fabuły
Akcja filmu rozgrywa się w Rainmouth w miasteczku położony na brytyjskim wybrzeżu. Nastolatki w czasie wakacji świetnie się bawią i za dnia pracują w miejscowej fabryce, a wieczorami imprezują. Jedynym wyjątkiem jest Jamie (Ed Speleers), który pomaga matce w prowadzeniu hotelu. Wszystko zmienia się, gdy Jamie poznaje piękną amerykańską turystkę – Julianę (Jessica Szohr). Jego dobry nastrój psuje jednak niespodziewane zniknięcie jednego z kolegów, a następnie kolejnego nastolatka. Okazuje się, że w miasteczku pojawił się straszny wilkołak i poluje na osoby, które jeszcze nie przeżyły inicjacji seksualnej.

## Produkcja
Zdjęcia do filmu kręcono w Anglii (Clacton-on-Sea w hrabstwie Essex) oraz w Szkocji (Glasgow, Largs i Millport w hrabstwie North Ayrshire, w okolicach North Berwick w hrabstwie East Lothian).

## Obsada
- Jessica Szohr jako Juliana
- Luke Pasqualino jako Kev
- Ed Speleers jako Jamie
- Kierston Wareing jako Natalie
- Robert Pugh jako sierżant Rooney
- Paul Birchard jako wielebny Lynch
- Adam Leese jako Gilkes
- Robin Morrissey jako Bruno
- Imogen Toner jako Mandy[3]

i inni.